# Храм Воскресения Словущего на Ваганьковском кладбище
Храм Воскресения Словущего на Ваганьковском кладбище — православный храм Центрального благочиния Московской епархии. Храм расположен в районе Пресненский, Центрального административного округа города Москвы, на территории Ваганьковского кладбища (улица Сергея Макеева, 15). Главный престол освящён в честь праздника Воскресение Словущее; приделы — в честь преподобного Феодора Сикеота, в честь святителя Иоанна Милостивого, в честь святителя Николая, в честь мученицы Акилины.

## История храма
Храм Воскресения Словущего на Ваганьковском кладбище был заложен в 1819 году поблизости от деревянного храма святителя Иоанна Милостивого построенного в 1773 году, на месте которого сегодня находится ротонда. Над проектом работал архитектор Афанасий Григорьев, строительство осуществлялось на средства купцов Болотновых и продолжалось в течение 12 лет.
26 сентября 1831 года митрополит Филарет (Дроздов) освятил главный престол нового храма Воскресения Словущего. «Воскресение Словущее» – это традиционное для кладбищенских храмов наименование. «Словущее» — обозначает «ставшее известным». То есть, храм назван в честь события освящения церкви Воскресения Христова в Иерусалиме, произошедшем в 335 году.
В 1864 году храм Воскресения Словущего на Ваганьковском кладбище был расширен за счет пристройки еще двух приделов к главному алтарю церкви. Северный был освящен в память о первоначальном Баженовском храме в честь святителя Иоанна Милостивого, Патриарха Александрийского, а южный придел посвящен преподобному Феодору Сикеоту, епископу Анастасиупольскому. В храме освящены также престолы в честь святителя Николая Чудотворца и мученицы Акилины, они расположены сразу при входе.
Храм никогда не закрывался, даже после революции 1917 года он остался открыт для верующих. В 1922 году в рамках программы изъятия церковных ценностей большевики национализировали более 18 пудов золотых и серебряных церковных украшений и утвари. С 1925 по 1944 годы храм находился в руках обновленцев. В 1945 храм передаётся Московской Патриархии. Настоятелем был назначен протоиерей Фёдор Казанский.
В феврале 2018 года Департаментом городского имущества города Москвы здание храма было передано в собственность Русской Православной Церкви.
С 13 июня 2013 года по декабрь 2023 года настоятелем храма был игумен Пётр (Еремеев).
В январе 2024 года на должность настоятеля назначен иерей Алексий Котемака.

## Архитектурный стиль
Главный храм был построен в стиле зрелого ампира, который является одним из видов русского классицизма в архитектуре. Четверик храма венчает купольная световая ротонда с небольшим глухим барабаном. С запада к нему примыкают трапезная и высокая трехъярусная колокольня. Фасады отличаются характерной для ампира изысканной сдержанностью в трактовке деталей.
Боковые фасады приделов акцентированы 4-колонными тосканскими портиками из белого камня. Вход в церковь оформлен двухколонными белокаменными портиками «в антах». Ордерная тема продолжена и в обрамлении окон. Прямоугольные проемы вписаны в арочные ниши и фланкированы ионическими колоннами, поддерживающими легкие антаблементы.

## Хозяйственная, приходская и богослужебная жизнь
Каждый день в храме совершаются богослужения.
При храме работает воскресная школа для детей и дискуссионный клуб для взрослых.
Ваганьковский приход претерпел множество изменений:
1) отремонтировали залы Андреевского флигеля;
2) полностью заменили полы на 1-м и подвальном этажах;
3) возродили звонницу и установили её на колокольню: отреставрировали старинные колокола и отлили новые, которых не доставало ;
4) отремонтировали и позолотили паникадила и трисвечники;
5) установили несколько богослужебных традиций:
- каждое воскресенье у могилы протоиерея Валентина Амфитеатрова совершается панихида.
- каждую субботу совершается молебен перед чтимой иконой святителя Луки Крымского с частицей мощей.
- каждый четверг совершается молебен перед одной из чтимых икон Богородицы.
- в дни памяти известных людей, похороненных на Ваганьковском кладбище, совершаются панихиды в храме и у их могил.
6) разрабатывается проектная документация реставрации храма. За два века своего существования храм Воскресения Словущего ни разу не реставрировался;
7) отреставрировали более десятка старинных почитаемых икон.

## Особо чтимые святыни храма
- около 15 образов святителя Николая Чудотворца[15];
- икона святителя Луки Крымского с частицей мощей[16];
- икона Святителя Спиридона Тримифунтского с частицей туфли от мощей[17];
- икона Божией Матери «Всецарица»[18];
- икона Божией Матери «Взыскание погибших»[19];
- Казанская икона Пресвятой Богородицы[20];
- икона Пресвятой Богородицы «О Всепетая Мати»[21];
- икона Ваганьковских новомучеников[22];
- икона святителя Николая Чудотворца с частицей мощей[23];
- синклит 14-ти икон (Собор архангела Михаила, святой Ангел-Хранитель, святитель Николай Чудотворец, «Неупиваемая чаша», Казанская икона, образ с изображением трёх святых: преподобного Алексия, человека Божия, апостола Петра, великомученицы Варвары, икона великомученика Пантелеимона, Владимирская икона, преподобный Серафим Саровский, «Нечаянная радость», великомученик Георгий Победоносец, «Всецарица», святые Косма и Дамиан, образ с тремя святыми: преподобным Сергием Радонежским, святителем Павлом исповедником, патриархом Царьградским и преподобной Марией Египетской)[24];
- икона преподобного Зосимы Ворбозомского[25].